# Yomiuri TV

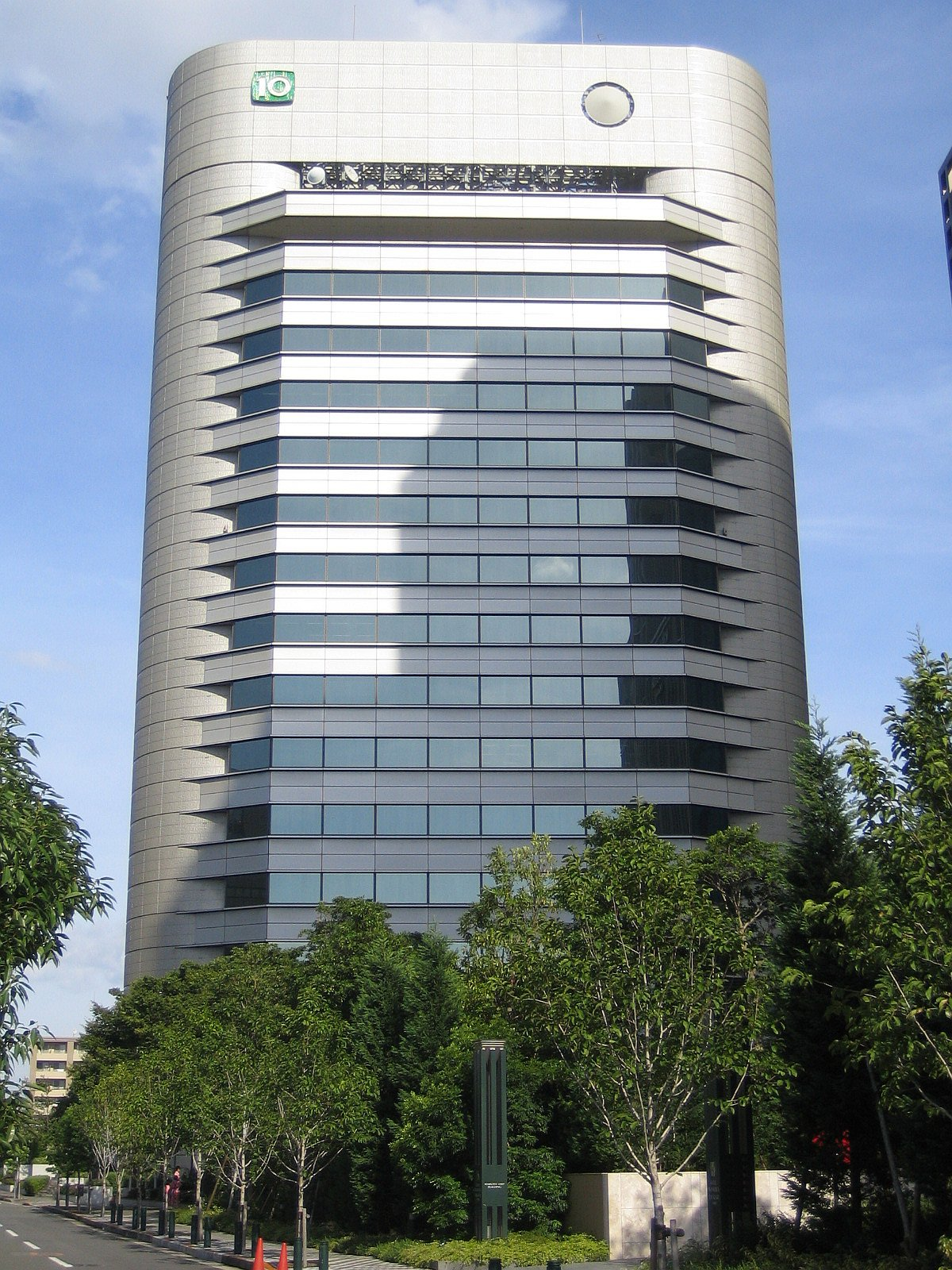
Yomiuri Telecasting Corporation

La Yomiuri Telecasting Corporation (讀賣テレビ放送株式会社?, Yomiuri Terebi Hōsō Kabushiki Gaisha, ytv, chiamata anche Yomiuri TV (読売テレビ?)) è una emittente televisiva facente parte di Nippon News Network (NNN) e la Nippon Television Network System nell'Osaka Business Park, ad Osaka, in Giappone,
fondata col nome di "Nuova Compagnia Televisiva Osaka (新大阪テレビ放送株式会社?, Shin Ōsaka Terebi Hōsō Kabushiki Gaisha)" il 13 febbraio 1958. Il 1º agosto la Nuova Osaka TV venne rinominata "Yomiuri Telecasting Corporation (讀賣テレビ放送株式会社?)" e cominciò la programmazione il 28 agosto come prima stazione televisiva affiliata alla Nippon Television.

## Slogan pubblicitario
- Ukiuki Wakuwaku ytv (ウキウキわくわくytv?)

## Trasmissioni

### Anime
- Yashahime: Princess Half-Demon - trasmesso il sabato dalle 17.30 alle 18.00
- Beelzebub - trasmesso la domenica dalle 07.00 alle 07.30
- Kekkaishi - Professione acchiappademoni - trasmesso il lunedì dalle 19.00 alle 19.30
- Detective Conan - trasmesso prima il lunedì dalle 19.30 alle 20.00 e poi il sabato dalle 18.00 alle 18.30

In passato
- Yawara! - Jenny la ragazza del judo
- Kobochan (コボちゃん?)
- Inuyasha
- InuYasha Kanketsu-hen - trasmesso il sabato
- Black Jack
- Magic Knight Rayearth
- Principessa dai capelli blu